# Христофор Мустаков
Христофор Хаджииванов Мустаков е български търговец и благодетел.

## Биография
Роден е в семейството на хаджи Иван и Елена Мустакови. Негови братя са търговците Никола, Никифор, Димитър и Константин Мустакови. Завършва Бейската академия. Сред учителите му са и Атанас Богориди по гръцка литература и поетика и Никола Пиколо по френски език. През 1811 г. е отличен с медал първа степен за показани успехи в учението. През 1836 – 1837 г. е член на градския съвет в Букурещ, а през 1840 – на търговския съд. След смъртта на брат си Димитър поема и грижите за стопанисването на мошиите на бившия сръбски княз Милош Обренович (1817 – 1839; 1858 – 1860) във Влашко, с когото поддържа връзки и кореспонденция още от 1817 г. В някои случаи изпълнява и ролята на негов дипломатически представител.
Христофор Мустаков е един от най-големите меценати на българското образование през първата половина на XIX в. Има заслуги в създаването на първото новобългарско училище в Габрово. Заедно с брат си Димитър привличат за учител в Габрово Неофит Рилски и го подпомага материално, докато усвои взаимоучителната метода в Букурещ. Двамата братя организират отпечатването на граматиката и взаимоучителните таблици за новото училище, изпращат френски архитект, който да се погрижи за правилната уредба на училищните стаи, поддържат постоянна връзка с Търновския митрополит Иларион и подкрепят Неофит Рилски в конфликтите му с консервативните габровски чорбаджии. Издирва свидетелства за българското минало и съдейства на руския славист Виктор Григорович в опитите му за съхраняване на българската книжнина.
Негова е и заслугата за издействането на първите руски стипендии за обучение на български младежи в Руската империя. През 1846 г., заедно с д-р Иван Селимински, Иван Бакалоглу и Петър Ралчев, се среща с пребиваващия във влашката столица руски църковен деец и книжовник архимандрит Порфирий Успенски и привлича вниманието на руския Свети Синод върху нуждата от образование на българите. С отпуснатите от тях стипендии за Руската империя заминават Тодор Бурмов, Иван Кишелски, В. Чолаков, архимандрит Хрисант и др.
По негова и на Иван Селимински инициатива в Киев е основан пансион за бедните български младежи.
След избухването на Кримската война е един от членовете основатели на Букурещкия комитет през 1854 г. Дарява финансови средства и участва активно в набирането на български доброволци за руската армия. След края на войната е награден със сребърен медал на Андреевската лента (1856). Не е женен и няма деца. В завещанието му, чийто изпълнител е Иван Селимински, е записано 1800 австрийски жълтици от неговото имущество да се осигурят, а от лихвата им да се възпитават юноши. Волята му не се реализира, тъй като племенниците му оспорват завещанието. Умира през 1860 г. в Букурещ.